# Bezirk Troppau
Der Bezirk Troppau war ein Politischer Bezirk im Herzogtum Ober- und Niederschlesien. Sitz der Bezirkshauptmannschaft war die Stadt Troppau (Opava). Das Gebiet gehörte seit 1918 zur neu gegründeten Tschechoslowakei. Die Stadt Troppau bildete einen eigenen Bezirk.

## Geschichte

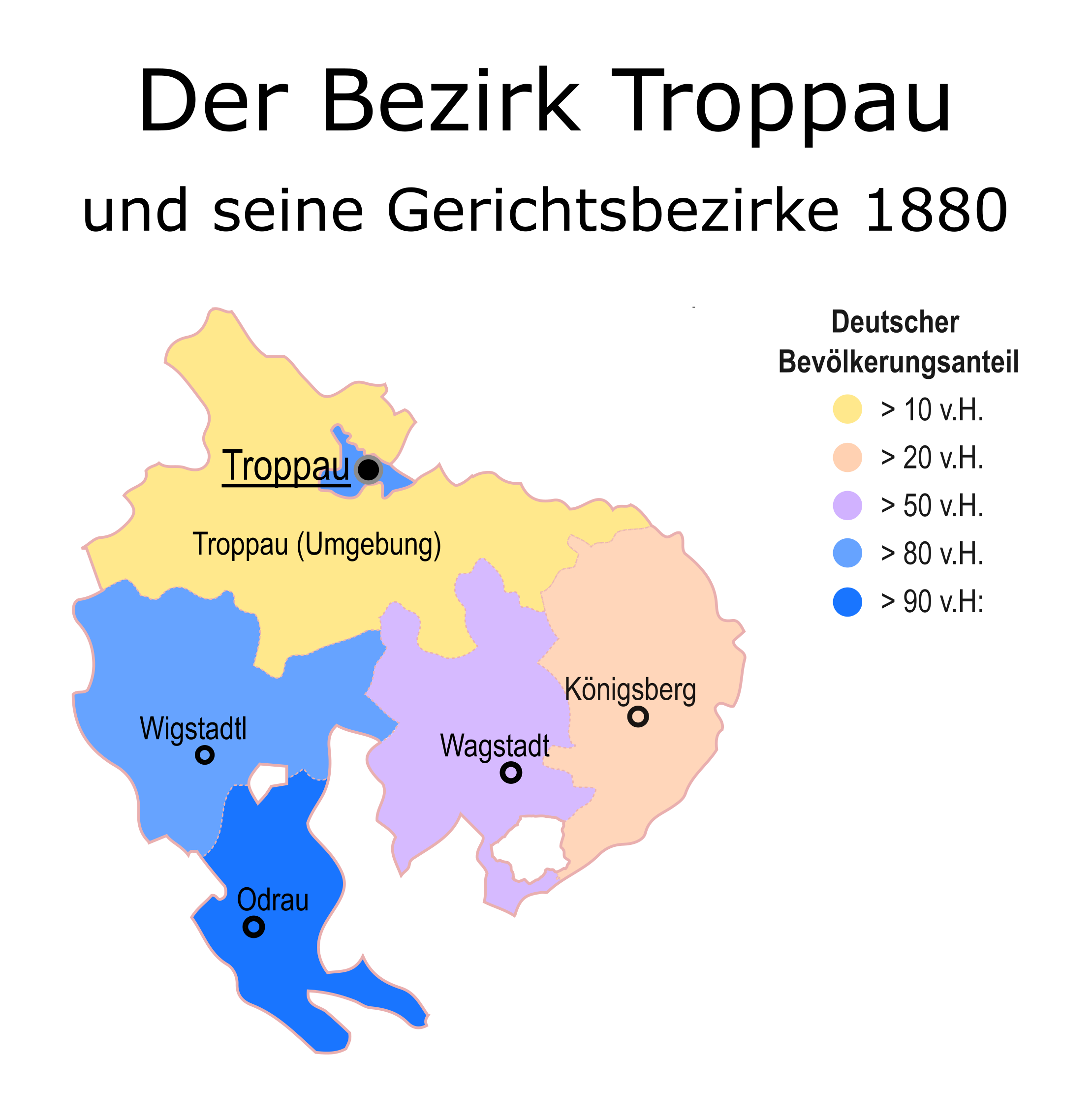
Der Bezirk Troppau und seine Gerichtsbezirke im Jahr 1880

Die modernen, politischen Bezirke der Habsburgermonarchie wurden 1868 im Zuge der Trennung der politischen von der judikativen Verwaltung geschaffen.
Der Bezirk Troppau wurde 1868 aus den Gerichtsbezirken Troppau (Umgebung), Wigstadtl, Wagstadt, Odrau und Königsberg gebildet. Zur Zeit seiner Entstehung lebten im Bezirk Troppau 89.942 Einwohner auf einer Fläche von 17 Quadratmeilen.
1880 lebten im Bezirk Troppau 93.969 Personen (43.823 männlich und 50.146 weiblich). Von der einheimischen Bevölkerung hatten 40.091 Deutsch und 51.990 Tschechisch als Umgangssprache angegeben.
1890 lebten im Bezirk Troppau 98.119 Personen (45.784 männlich und 52.335 weiblich). Von der einheimischen Bevölkerung hatten 41.737 Deutsch und 54.131 Tschechisch als Umgangssprache angegeben.
Im Jahr 1896 schieden die Gerichtsbezirke Wagstadt und Königsberg aus dem Bezirk Troppau aus und bildeten fortan den Bezirk Wagstadt.
1910 lebten im Bezirk Troppau 66.990 Menschen. Davon hatten 65.799 die österreichische Staatsbürgerschaft. Von den österreichischen Staatsbürgern gaben 33.204 Deutsch und 32.013 Tschechisch als Umgangssprache an.

## Gemeinden

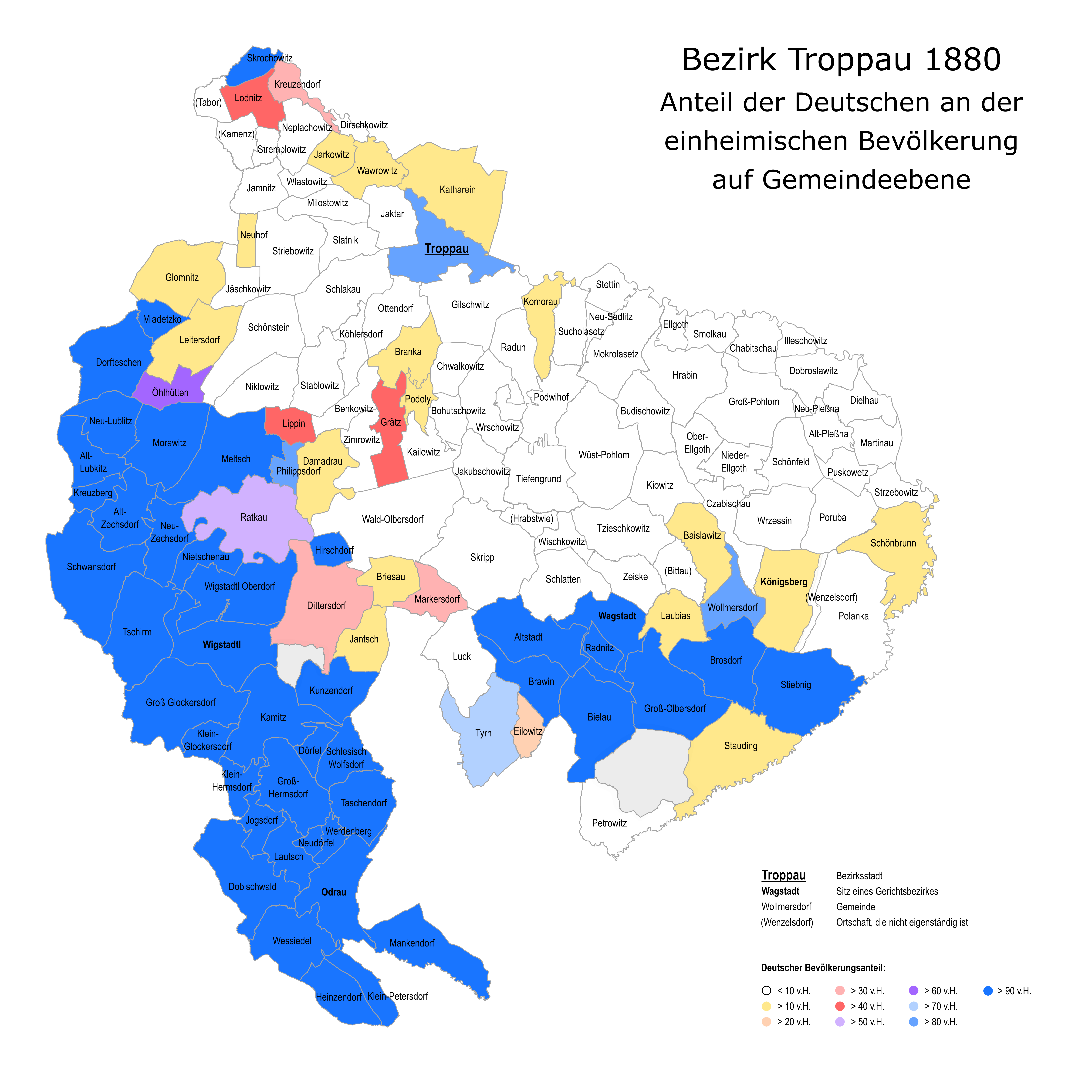
Bezirk Troppau 1880 - Deutscher Bevölkerungsanteil in den einzelnen Gemeinden

Der Bezirk Troppau umfasste 1890 folgende Gemeinden:
1. Im Gerichtsbezirk Königsberg: Baislawitz, Brosdorf, Czabichau (mit Hillau), Dielhau, Dobroslawitz, Klein-Ellgoth, Ober-Ellgoth, Königsberg (mit Josefsdorf und Lagnau), Martinau, Pleßna, Groß-Pohlom, Polanka (mit Johannesdorf, Vonsdorf und Wenzelsdorf), Poruba, Puskowetz, Schönbrunn, Schönfeld, Stauding, Stiebnig, Strzebowitz, Wollmersdorf (mit Janowitz), Wrzessin
2. Im Gerichtsbezirk Odrau: Dobischwald, Dörfel, Heinzendorf, Groß-Hermsdorf, Klein-Hermsdorf, Jogsdorf, Kamitz, Kunzendorf, Lautsch, Mankendorf, Neudörfel, Odrau (mit Neumark und Sternfeld), Petersdorf (mit Emaus), Taschendorf, Werdenberg, Wessiedel, Schlesisch Wolfsdorf

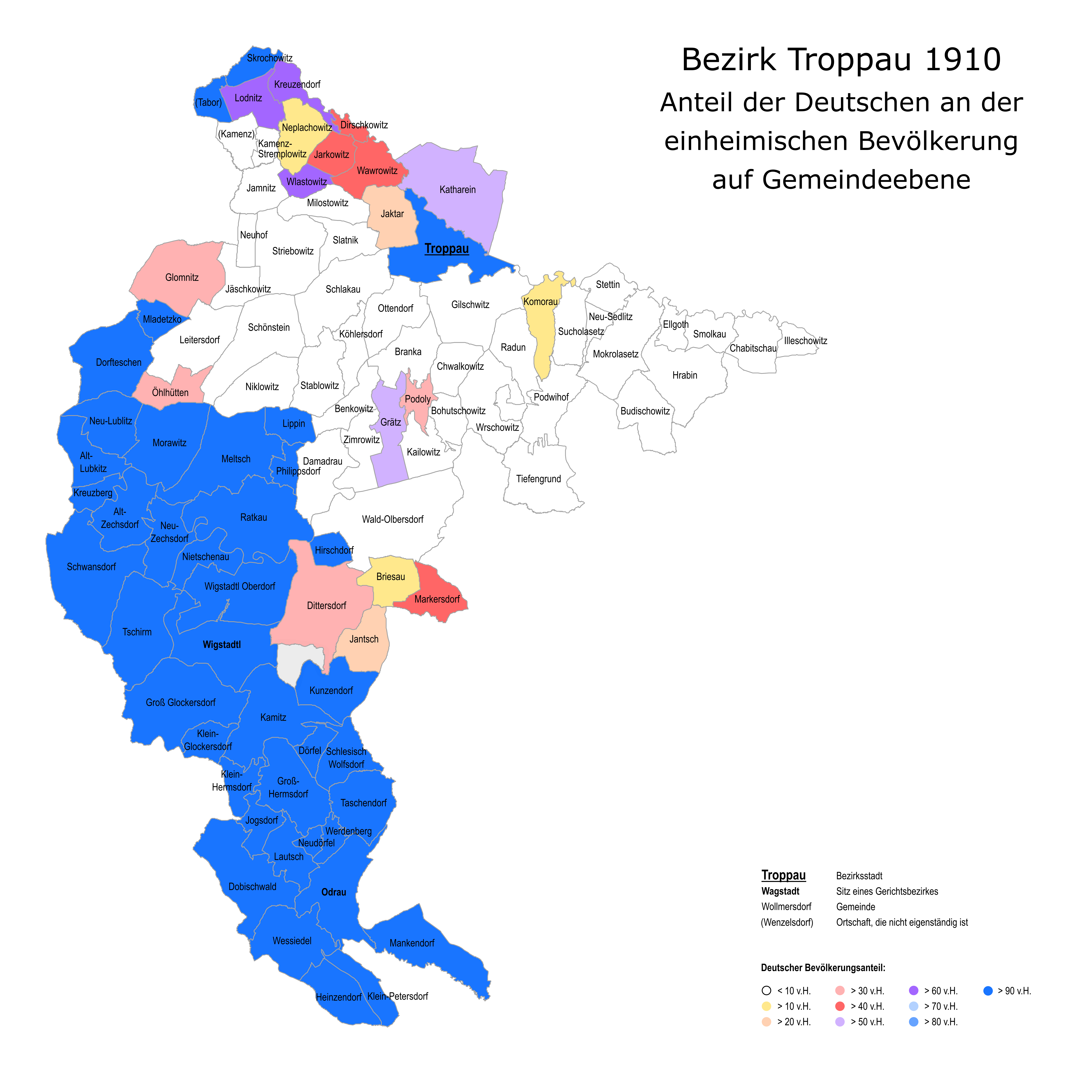
Bezirk Troppau 1910 - Deutscher Bevölkerungsanteil in den einzelnen Gemeinden

3. Bezirk Troppau 1910 - Deutscher Bevölkerungsanteil in den einzelnen GemeindenIm Gerichtsbezirk Troppau: Benkowitz, Bohutschowitz, Branka, Budischowitz, Chabitschau (mit Freiheitsau), Chwalkowitz, Damadrau, Dirschkowitz, Dorfteschen, Ellgoth, Gilschwitz, Glomnitz, Grütz (mit Ziegenburg), Hrabin (mit Josefsburg), Illeschowitz, Jaktar, Jamnitz, Jarkowitz, Jäschkowitz (mit Choltitz), Kailowitz, Katharein, Köhlersdorf, Komorau, Kreuzendorf, Leitersdorf, Lippin, Lodnitz (mit Tabor), Milostowitz, Mladetzko, Mokrolasetz, Neplachowitz (mit Johannisfeld), Neuhof (mit Birkowitz), Öhlhütten, Ottendorf, Podoly, Podwihof, Radun, Schlackau, Schönstein (mit Berghof, Hertitz und Schönstein), Neu-Sedlitz (mit Przerowetz), Skrochowitz, Slatnik, Smolkau, Stablowitz, Stettin (mit Oppahof), Stiebrowitz (mit Birkowitz), Stremplowitz-Kamenz, Sucholasetz (mit Hadrunek), Tiefengrund, Wawrowitz (mit Palhanetz), Wlastowitz, Wrschowitz, Zimrowitz
4. Im Gerichtsbezirk Wagstadt: Altstadt, Bielau (mit Wipplarsdorf), Brawin (mit Neuhof), Eilowitz, Jakubschowitz, Kiowitz, Laubias (mit Bittau und Blaschdorf), Luck, Groß-Olbersdorf, Petrowitz, Wüst-Pohlom, Radnitz, Schlatten (mit Karlowitz-Neuwelt und Ohrad), Skripp, Tyrn (mit Hochkirchen), Tzieschkowitz, Wagstadt, Wischkowitz-Hrabstwie, Zeiske
5. Im Gerichtsbezirk Wigstadtl: Briesau, Dittersdorf, Groß-Glockersdorf, Klein-Glockersdorf, Hirschdorf, Jantsch, Kreuzberg, Alt-Lublitz, Neu-Lublitz, Markersdorf, Meltsch, Morawitz, Nitschenau (mit Nieder-Wigstein), Wald-Olbersdorf, Philippsdorf, Ratkau (mit Erdmannsdorf und Ober-Wigstein), Schwansdorf, Tschirm, Wigstadtl, Wigstadtl Oberdorf (mit Mittelhof, Scheibenhof, Schneckenhof), Alt-Zechsdorf, Neu-Zechsdorf (mit Moradorf)